# 向吉悠睦
向吉 悠睦（むこよし ゆうぼく、1961年(昭和36年) - ）は現代日本の仏師。松久朋琳・宗琳父子の弟子。妻は同門の中村佳睦。

## 経歴
1961年（昭和36年）、鹿児島県に生まれる。1969年（昭和44年）、父に入門し弟子となる。1980年（昭和55年）、松久朋琳・宗琳父子（京都仏像彫刻研究所）に入門し、内弟子となる。1991年（平成3年）、独立し、大阪府大阪市旭区に「あさば佛教美術工房」を設立する。1997年（平成9年）、真言宗泉涌寺派大本山法楽寺より大仏師号を賜る。1999年（平成11年）、淡路島にある高野山真言宗淡路島七福神霊場総本山八浄寺より大仏師号を賜る。2010年（平成22年）、真言宗豊山派西新井大師總持寺徳壽院より大仏師号を賜る。

## 著書
- 向吉悠睦・中村佳睦『やさしくわかる仏像入門』ナツメ社、2007年。

### 写真集
- 西宮正明・向吉悠睦『向吉悠睦の彫刻　西宮正明写真集』光村推古書院、2001年。
- 西宮正明・向吉悠睦『現代の佛像　向吉悠睦の彫刻』光村推古書院、2003年。